# Werner Brans
Werner Brans (* 8. Januar 1929 in Wetzlar; † 22. Oktober 2007) war ein deutscher Pädagoge und Politiker (FDP).

## Leben und Beruf
Nach dem Besuch der Höheren Schule, der durch seine Teilnahme am Zweiten Weltkrieg unterbrochen wurde, und dem Abitur 1947 war Brans zunächst als Bau- und Fabrikarbeiter tätig. Anschließend nahm er ein Studium der Philologie an den Universitäten in Marburg, München und Frankfurt am Main auf, das er 1953 mit dem Staatsexamen in den Fächern Deutsch, Geschichte und Philosophie beendete. Er arbeitete seit 1954 als Referendar in Frankfurt, promovierte 1956 zum Dr. phil. und trat danach in den Schuldienst ein. Von 1957 bis 1961 war er als Lehrer in Biedenkopf, von 1962 bis 1967 als Lehrer im Auslandsschuldienst in Windhoek (Südwestafrika) tätig.

## Partei
Brans trat 1956 in die FDP ein und war von 1970 bis 1976 stellvertretender Vorsitzender des FDP-Kreisverbandes Wetzlar.

## Abgeordneter
Brans war von 1972 bis 1975 sowie erneut 1979 Ratsmitglied der Stadt Wetzlar. Dem Hessischen Landtag gehörte er von 1970 bis zu seiner Mandatsniederlegung am 14. Dezember 1978 an. Hier war er von 1970 bis 1978 stellvertretender Vorsitzender der FDP-Fraktion. Er war Mitglied der 6. Bundesversammlung zur Wahl des deutschen Bundespräsidenten 1974.

## Öffentliche Ämter
Brans amtierte von 1979 bis 1984 als Staatssekretär im Ministerium für Landesentwicklung, Umwelt, Landwirtschaft und Forsten in der von Ministerpräsident Holger Börner (SPD) geführten sozialliberalen Koalitionsregierung im Land Hessen.
Nach der Wende ging Brans als Aufbauhelfer nach Thüringen und war dort von 1990 bis 1993 als Staatssekretär im Ministerium für Wissenschaft und Kunst tätig. 1993/94 arbeitete er als Direktor der Gedenkstätte Buchenwald.

## Sonstiges
Brans war Mitglied im Kuratorium der Wolf-Erich-Kellner-Gedächtnisstiftung. 2003 erhielt er die Goethe-Plakette des Landes Hessen.